# Тебойл
Тебойл (фін. Teboil Ab) — нафтова компанія у Фінляндії, що займається маркетингом, продажем і дистрибуцією нафтопродуктів, а також експлуатацією автозаправних станцій та станцій технічного обслуговування. Є дочірнім підприємством компанії "Лукойл".
У 2005 "Нафта-Москва" продала Тебойл Лукойлу .
Тебойл придбала мережу безпілотних станцій JET у Фінляндії у американської компанії ConocoPhillips у 2006 і вони були інтегровані у мережу Teboil як безпілотні станції Teboil Express у 2007.
Завод мастильних матеріалів та лабораторні функції Teboil були перенесені в мережу дочірньої компанії LLK Finland.
Три дочірні компанії, Suomen Petrooli, Suomen Tähtihovit та Suomen Tähtiautomaatit, були приєднані до материнської компанії у 2008.
Teboil - друга за величиною нафтова компанія Фінляндії. Оборот компанії у 2012 становив 2 369 мільйонів євро, а її ринкова частка у продажах нафтопродуктів у Фінляндії становила 26,8 %.